# Otvoreno
Otvoreno je hrvatski televizijski politički talk show koji je s emitiranjem krenuo 2004. na HTV-u. 
Otvoreno je jedna od najdugovječnijih i najutjecajnijih političkih emisija u Hrvatskoj. Format emisije je talk show s voditeljem i više gostiju koji predstavljaju obično različite političke opcije i stajališta. Termin emitiranja je radnim danima (ponedjeljak - četvrtak) u večernjem terminu. Emisija obrađuje aktualne političke i društvene teme, suočava suprotstavljene strane i mišljenja, omogućuje izravnu debatu između političkih aktera i ugošćuje političare, stručnjake i analitičare.
Voditelj moderira raspravu, a gosti iznose svoja stajališta o temi. Često se uključuju i gledatelji putem telefonskih poziva ili poruka. Obično počinje u 22:00 sata, a traje oko 50-60 minuta.
Emisija je važna platforma za javnu političku raspravu u Hrvatskoj i često postavlja agendu dnevnih političkih diskusija. Kroz godine je imala nekoliko voditelja, nastoji održati balans različitih političkih perspektiva.
Emisiju su vodili poznati hrvatski novinari, kao što su: Hloverka Novak Srzić (prva voditeljica), Denis Latin, Mislav Togonal, Zrinka Grancarić, Branko Nađvinski, Damir Smrtić, Sandra Križanec i dr.